# Метростанция „НДК“
Метростанция „Национален дворец на културата 2“ или „НДК 2“ е станция от линия М3 на Софийското метро. Въведена е в експлоатация на 26 август 2020 г. Станцията е трансферна с едноименната станция от линия М2. Връзката е разположена в източната касова зала на станцията, където двете касови зали са свързани в обща платена зона.

## Местоположение
Метростанцията е разположена под бул. „Патриарх Евтимий“. Вход/изходи на метростанцията има в подлеза на „НДК“, в пешеходния тунел, на „Витошка“ и в края на площад „България“. Заедно с метростанцията от линия М2, двете заедно имат 11 вход/изхода.
| №  | Име на вход/изход              | Достъпност          |
| -- | ------------------------------ | ------------------- |
| 1  | ул. Княз Борис I               |                     |
| 2  | ул. Цар Самуил                 | асансьор            |
| 3  | бул. Витоша / Витошка          | асансьор            |
| 4  | бул. Патриарх Евтимий          | асансьор            |
| 5  | ул. Гургулят                   |                     |
| 6  | пл. България                   | ескалатор, асансьор |
| 7  | спирка НДК – тунел             |                     |
| 8  | Национален дворец на културата |                     |
| 9  | Национален дворец на културата | асансьор            |
| 10 | спирка НДК                     |                     |
| 11 | пл. Баба Неделя                |                     |

## Архитектурно оформление
Оформлението на станцията, дело на архитект Фарид Пактиавал, е решено чрез триъгълни бели ламели от еталбонд по една от стените и с подобни специално оцветени в атрактивния цвят „горчица“ декоративни ламели по другата стена. В западното междинно ниво вниманието на посетителите привлича декоративно пано с поета и революционер Христо Ботев. Автор на паното е проф. д-р Боян Добрев.

## Връзки с градския транспорт

### Трамвайни линии
Метростанция „НДК 2“ се обслужва от 4 трамвайни линии:
- Трамвайни линии: 1, 6, 7, 27

### Тролейбусни линии
Метростанция „НДК 2“ се обслужва от 6 тролейбусни линии:
- Тролейбусни линии: 1, 2, 5, 7, 8, 9

## Фотогалерия
- 3D изложение на трансферната станция